# Prinčići
Prinčići (en serbe cyrillique : Принчићи) est un village de Bosnie-Herzégovine. Il est situé sur le territoire de la ville d'Istočno Sarajevo, dans la municipalité de Sokolac et dans la république serbe de Bosnie. Selon les premiers résultats du recensement bosnien de 2013, il compte 84 habitants.

## Géographie
Le village est situé au sud de Sokolac, au bord de la rivière Rešetnica et à l'est du mont Romanija.

## Démographie

### Évolution historique de la population dans la localité
| 1948 | 1953 | 1961 | 1971 | 1981 | 1991 | 2013 |
| ---- | ---- | ---- | ---- | ---- | ---- | ---- |
| -    | -    | 192  | 162  | 125  | 112  | 84   |

|  |